# ایکس ۲۰۰۰ (فیلم)
ایکس ۲۰۰۰ (X2000) فیلمی کوتاه به کارگردانی فرانسوا اوزون است که در سال ۱۹۹۸ منتشر شد.